# James Arbuthnot

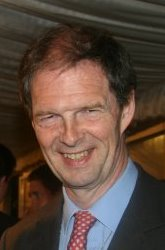
Lord Arbuthnot of Edrom

James Norwich Arbuthnot, Baron Arbuthnot of Edrom, PC (* 4. August 1952) ist ein britischer Politiker der Konservativen Partei.
Am 1. Oktober 2015 wurde er als Baron Arbuthnot of Edrom, of Edrom in the County of Berwick, zum Life Peer erhoben und ist seither Mitglied des House of Lords.